# Poa epileuca
Poa epileuca är en gräsart som först beskrevs av Otto Stapf, och fick sitt nu gällande namn av Otto Stapf. Poa epileuca ingår i släktet gröen, och familjen gräs. Inga underarter finns listade i Catalogue of Life.